# Beleg van Maastricht (1794)
Het Beleg van Maastricht van 1794 was de belegering van de tweeherige Luiks-Staatse vestingstad Maastricht door de Franse revolutionaire legers onder leiding van generaal Kléber. Het beleg vond plaats in het najaar van 1794 tijdens de Eerste Coalitieoorlog tussen Frankrijk (Eerste Franse Republiek) en de andere Europese mogendheden. Het begon op 19 september en eindigde na 45 dagen met de capitulatie van Maastricht op 4 november 1794. Een jaar later werd de stad ingelijfd bij de Eerste Franse Republiek. Het beleg en de bijna twee decennia durende inlijving bij Frankrijk hadden zeer ingrijpende gevolgen op de stedelijke samenleving.

## Voorgeschiedenis

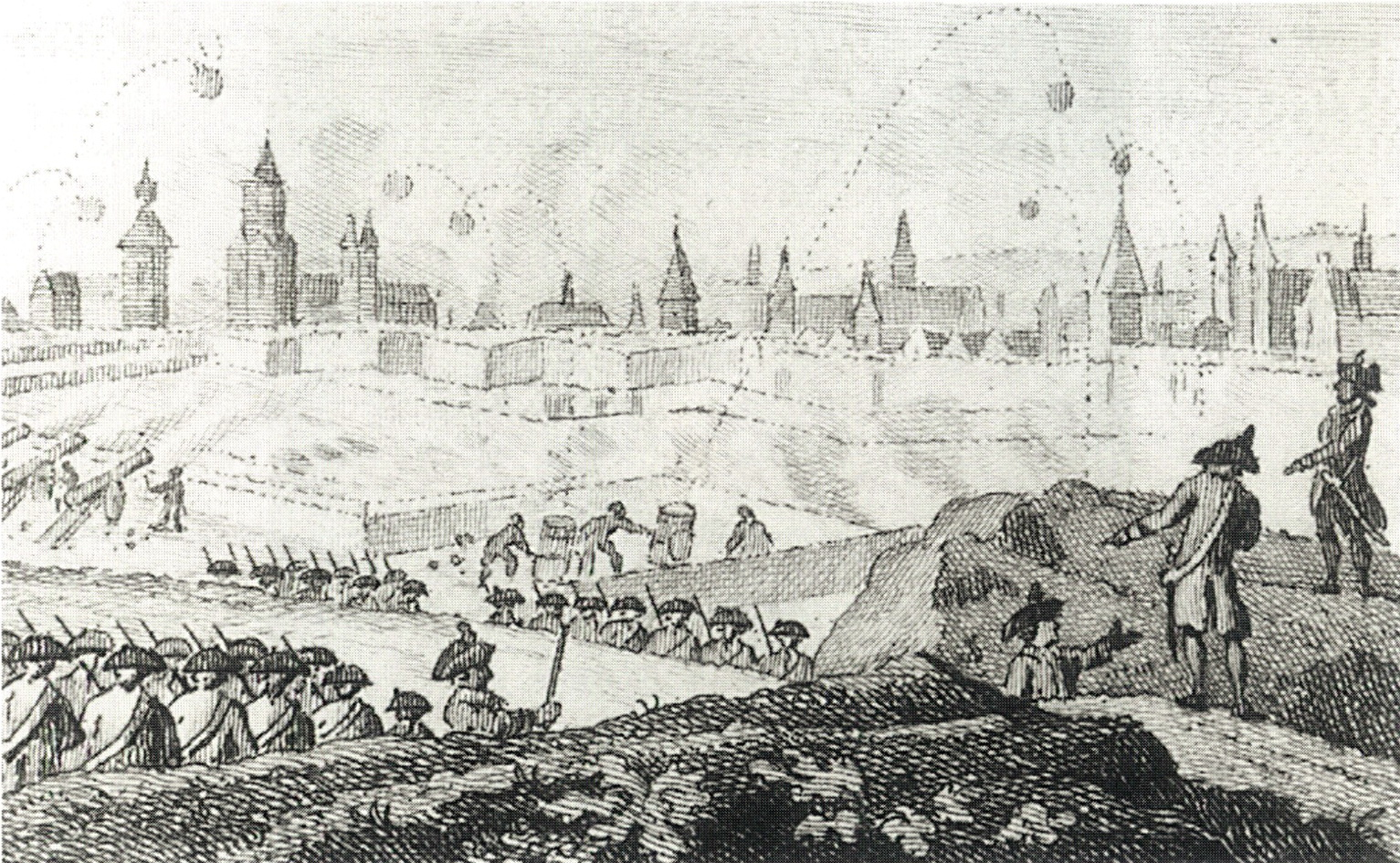
Beleg van Maastricht (1793) door De Miranda

Drie jaar na het begin van de Franse Revolutie in juli 1789, verklaarde de Eerste Franse Republiek de oorlog aan de Habsburgse monarchie, waarmee de Eerste Coalitieoorlog (1792-1797) begon. In juli 1792 trokken revolutionaire troepen van de Armée du Nord de Oostenrijkse Nederlanden, het prinsbisdom Luik en Staats-Brabant binnen. In december 1792 viel Roermond in handen van de Venezolaanse luitenant-generaal in Franse dienst Francisco de Miranda. Twee maanden later vond het beleg van Maastricht (1793) plaats door diezelfde De Miranda, maar dit moest begin maart 1793 worden afgebroken vanwege de Franse nederlaag bij Aldenhoven. Op 5 maart 1793 heroverden Oostenrijkse troepen de stad Luik en werd het gezag van de prins-bisschop daar hersteld. Nog diezelfde maand wist het Oostenrijks-Pruisische leger bij de Slag bij Neerwinden (1793) de Fransen geheel te verdrijven uit de Zuidelijke Nederlanden.
In de zomer van 1794 voerde Frankrijk de algemene dienstplicht in en slaagde er op die manier in om een volksleger van meer dan een miljoen soldaten op de been te brengen. Spoedig waren de Fransen weer aan de winnende hand. De Slag bij Fleurus op 26 juni 1794 betekende het keerpunt in de Zuidelijke Nederlanden. Precies een maand later trokken de Franse revolutionaire legers zegevierend de stad Luik binnen. In de nazomer van 1794 werd het land van Loon veroverd, waarbij vele plunderingen op het Loonse platteland plaatsvonden. Aken viel op 22 september. Ook de Brabantse, Luikse, Gelderse en Gulikse steden langs de Maas vielen een voor een, waarbij Venlo nog het langst (tot 26 oktober) verzet wist te bieden.
Hoewel op 15 september het Staatse garnizoen van Maastricht nog versterkt werd met ruim 7000 Oostenrijkers, trok het grootste deel van het Oostenrijkse leger in de Zuidelijke Nederlanden zich terug naar Duitsland. De 65-jarige generaal Ernst Wilhelm von Klebeck werd benoemd tot vestingcommandant van Maastricht, onder gouverneur Van Hessen-Kassel. Uit brieven van de gouverneur blijkt dat de verhouding tussen het Staatse en Oostenrijkse garnizoen slecht was. Op 17 en 18 september 1794 vond 30 kilometer ten zuiden van Maastricht de slag bij Sprimont plaats, waaraan meer dan 200.000 manschappen deel namen en waarbij de Franse generaal Jourdan de Oostenrijkers verpletterend versloeg. Het prinsbisdom Luik en de Oostenrijkse Nederlanden konden daarna door Frankrijk worden geannexeerd. Alleen enkele geïsoleerde vestingsteden, zoals Maastricht en Luxemburg, boden nog verzet.

## Het beleg
Op 19 september, een dag na de slag bij Sprimont, arriveerde een Franse legermacht van circa 35.000 manschappen bij Maastricht. Bevelhebber Jean-Baptiste Kléber vestigde zijn hoofdkwartier in het kasteel Neercanne in het Jekerdal, aan de zuidzijde van de stad. Het Maastrichtse garnizoen trachtte het beleg te voorkomen door een uitval te doen in die richting. Op de Louwberg kwam het eind augustus tot een treffen. Daarmee kon niet worden voorkomen dat de Fransen begonnen met de aanleg van naderingsloopgraven.

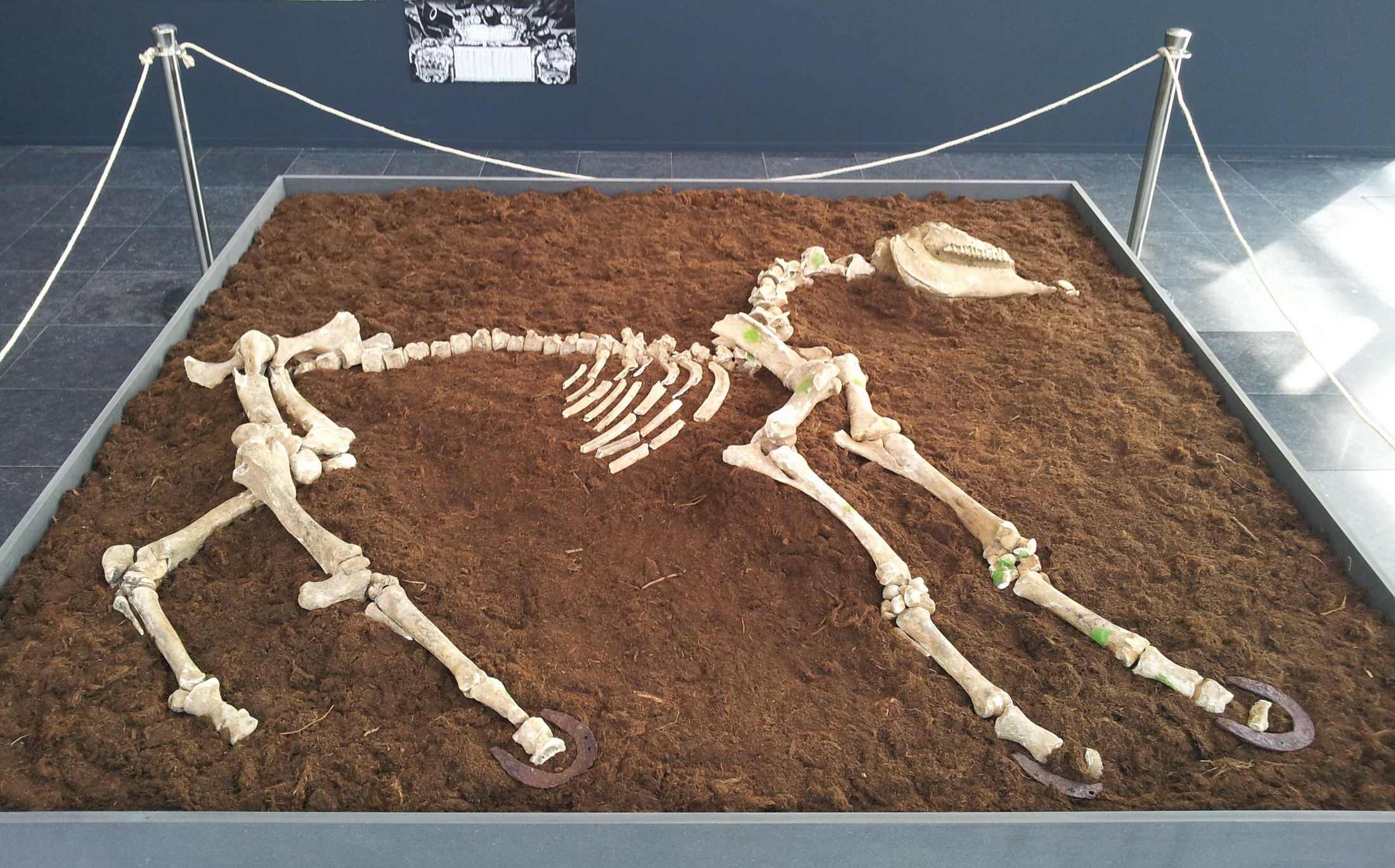
Een van de 69 paardenskeletten, in 2010 te Borgharen gevonden en volgens deskundigen in 1794 gesneuveld (Centre Céramique, 2013)

Op 26 september werd de eerste eis tot overgave overhandigd, die door de militaire gouverneur van Maastricht, Frederik van Hessen-Kassel, werd geweigerd. Op 1 oktober werd de bezettingsmacht bijna gehalveerd toen 20.000 manschappen onder leiding van Kléber naar de Roer werden geroepen om daar generaal Jourdan bij te staan in zijn strijd tegen de Oostenrijkers bij de tweede slag bij Aldenhoven. Die aftocht gaf al aan dat de Fransen zeker waren van hun overwinning in Maastricht. Klébers commando bij Maastricht werd tijdelijk overgenomen door Guillaume Philibert Duhesme. Na de overwinning bij Aldenhoven keerde Kléber terug en op 14 oktober eisten de Fransen opnieuw de overgave, wat door Van Hessen-Kassel opnieuw werd geweigerd. Na de derde weigering op 31 oktober begon diezelfde nacht nog een zwaar bombardement.
Aanvankelijk had het garnizoen de Fransen nog aardig weten af te weren, maar nadat dezen het vuur openden met 140 stukken geschut, bleek de overmacht te groot. Een groot aantal gebouwen aan de rand van de stad, waaronder het klooster van de Beyart, het Penitentenklooster, het Antonietenklooster en de Commanderij Nieuwen Biesen werden in brand geschoten. Ook het Kruisherenklooster, het Dominicanenklooster en het stadhuis van Maastricht raakten beschadigd. Meer dan tweeduizend huizen werden geheel of gedeeltelijk verwoest.
Na twee dagen van onafgebroken, zware beschietingen, kondigde generaal Kléber nog zwaardere bombardementen aan, waarop de burgers van de stad op 3 november 1794 bij de gouverneur aandrongen op overgave. Een dag later gaf de stad zich over en op 5 november ondertekende de prins van Hessen-Kassel de capitulatievoorwaarden. Een week eerder was brigadegeneraal Laurent erin geslaagd Venlo te veroveren, waarmee het hele Maasland Frans geworden was.

## Gevolgen van het beleg
Vier dagen na de overgave mocht het Staats-Oostenrijkse garnizoen de stad met behoud van eer verlaten, maar met achterlating van wapens en voorraden. De Hollandse troepen trokken via de Boschpoort naar Grave en Nijmegen; de Oostenrijkers via de Duitse Poort naar Keulen. Hun plaats werd ingenomen door 4000 Fransen, die onmiddellijk de kazernes en de ruime voorraden in beslag namen. Frederik van Hessen-Kassel trad af als gouverneur van Maastricht. Hij vertrok naar zijn familiekasteel in Duitsland, waarvandaan hij jarenlang pogingen ondernam – met succes – om compensatie te verkrijgen voor zijn te Maastricht achtergelaten persoonlijke bezittingen. De Oostenrijkse commandant Von Klebeck bleef nog anderhalf jaar in dienst en ging toen met pensioen.
Kléber benoemde de jonge brigadegeneraal Bernadotte tot militair gouverneur van Maastricht, als opvolger van Frederik van Hessen-Kassel. Bernadotte nam zijn intrek in kasteel Meerssenhoven, maar liet zich al na enkele maanden aflossen. Hij werd later maarschalk van Frankrijk en vocht in het leger van Napoleon. In 1810 werd hij kroonprins van Zweden en keerde zich vervolgens tegen Napoleon. In 1814 gaf hij tijdens de Zesde Coalitieoorlog leiding aan de geallieerde troepen die de blokkade van Maastricht instelden. In 1818 ten slotte werd hij koning van Zweden en koning van Noorwegen. Een andere jonge militair, Jacques Alexandre Law de Lauriston, wist zich eveneens bij het beleg zeer te onderscheiden en bracht het later tot Napoleons aide-de-camp en maarschalk van Frankrijk.

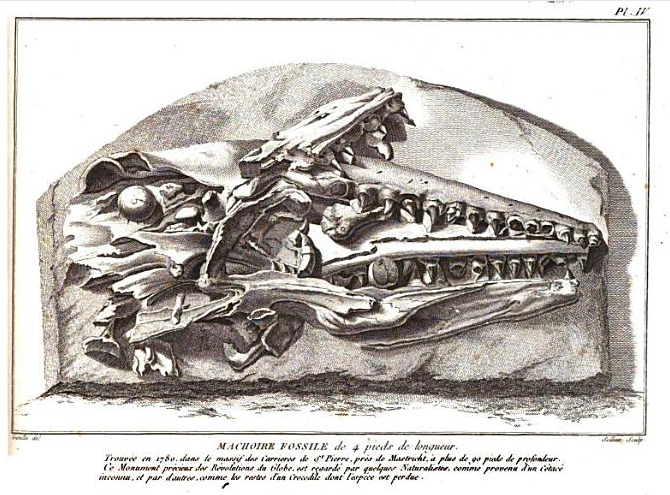
Tekening van de Mosasaurusschedel door Faujas de Saint-Fond

Een van de eerste acties van het Franse bezettingsleger in Maastricht was de roof van de Mosasaurusschedel, waarbij de Franse geoloog Barthélemy Faujas de Saint-Fond advies gaf aan commissaris Augustin-Lucie de Frécine om de rond 1770 in de Sint-Pietersberg ontdekte schedel van een Mosasaurus ("le grand animal de Maestricht") in beslag te nemen en te laten overbrengen naar Parijs. Het fossiel bevindt zich sindsdien in de collectie van het Muséum national d'histoire naturelle.

Het departement Nedermaas met hoofdstad Maastricht

Ongeveer een jaar na de inname werd Maastricht ingelijfd bij de Franse Republiek en was vanaf dat moment een Franse stad, bevolkt door Franse staatsburgers. Maastricht werd de hoofdstad van het departement Nedermaas (ongeveer het huidige Belgisch en Nederlands Limburg). De komst van de Fransen betekende het einde van de eeuwenoude tweeherigheid. Op het Vrijthof werd de perroen, het symbool van de verbondenheid met Luik, vervangen door een vrijheidsboom. De rijksadelaar op de Sint-Servaaskerk werd vervangen door de Franse tricolore. In de Waalse kerk werd de Cultus van de Rede gevierd.
De invoering van een nieuwe bestuursorganisatie en rechterlijke macht maakte een einde aan de feodale samenleving; de opheffing van kloosters en kapittels haalde een streep door de middeleeuwse standenmaatschappij. Hoewel een kleine groep Maastrichtenaren de 'vooruitgang' toejuichte, ondergingen de meesten de veranderingen lijdzaam, in de stellige verwachting dat de veranderingen van voorbijgaande aard waren. Na 1800 bloeide de economie weer wat op. De afschaffing van het middeleeuwse systeem van ambachten maakte het vrije ondernemerschap mogelijk en de vele leegstaande kloostergebouwen boden goedkoop onderdak aan nieuwe bedrijfjes.
De erfenis van twintig jaar Frans bestuur is in Maastricht over het geheel bezien geen positieve. De meerderheid van de bevolking voelde zich niet gegrepen door de idealen van de Franse revolutie. De Fransen lieten in Maastricht geen grootse bouwwerken of kunstproducten na. Daar stond tegenover dat kapittels, kloosters en religieuze instellingen waren opgeheven. Diverse kerken en kloosters waren tijdens de belegeringen van 1793 en 1794 zwaar beschadigd, stonden daarna jarenlang leeg, wat in veel gevallen tot sloop zou leiden. Waardevolle inventarissen waren gestolen, verkocht of vernield. Adellijke woningen, bibliotheken, archiefbewaarplaatsen en schatkamers waren geconfisqueerd en leeggeroofd. Eeuwenoude instellingen die zich bezighielden met de zorg voor zieken, armen en ouden-van-dagen waren opgeheven. Nieuwe rijken hadden zich meester gemaakt van voormalig kerkelijk en adellijk bezit, maar dezen hadden vooralsnog weinig invloed op het sociaal-culturele klimaat in de stad. Als een van de weinige positieve effecten kan genoemd worden de verbetering van het onderwijs: Maastricht kreeg, als departementshoofdstad, een École Centrale, vanaf 1804 omgezet in een École Secondaire. Het verplicht stellen van lager onderwijs mislukte daarentegen.

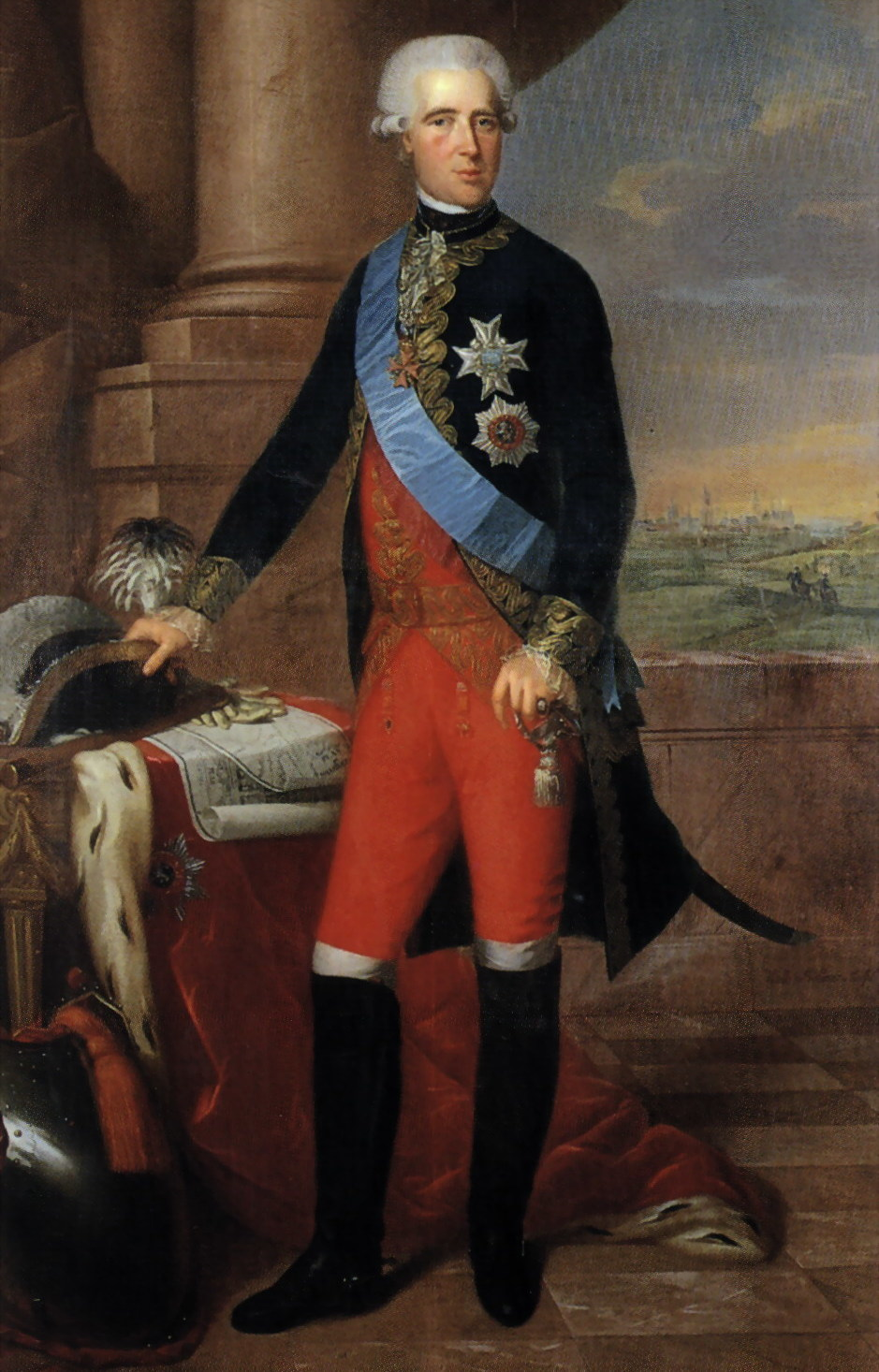
Gouverneur Frederik van Hessen-Kassel
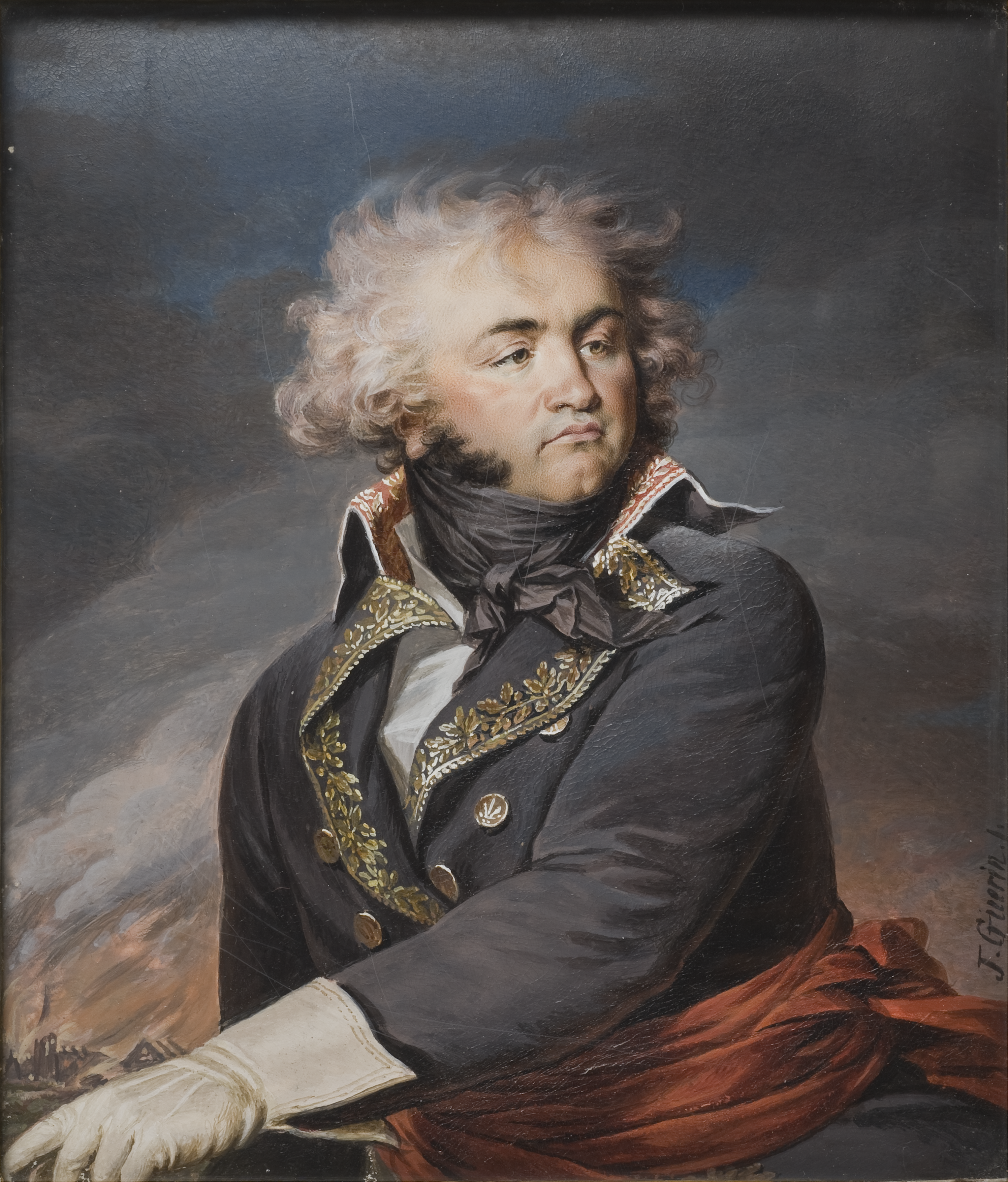
Generaal Jean-Baptiste Kléber
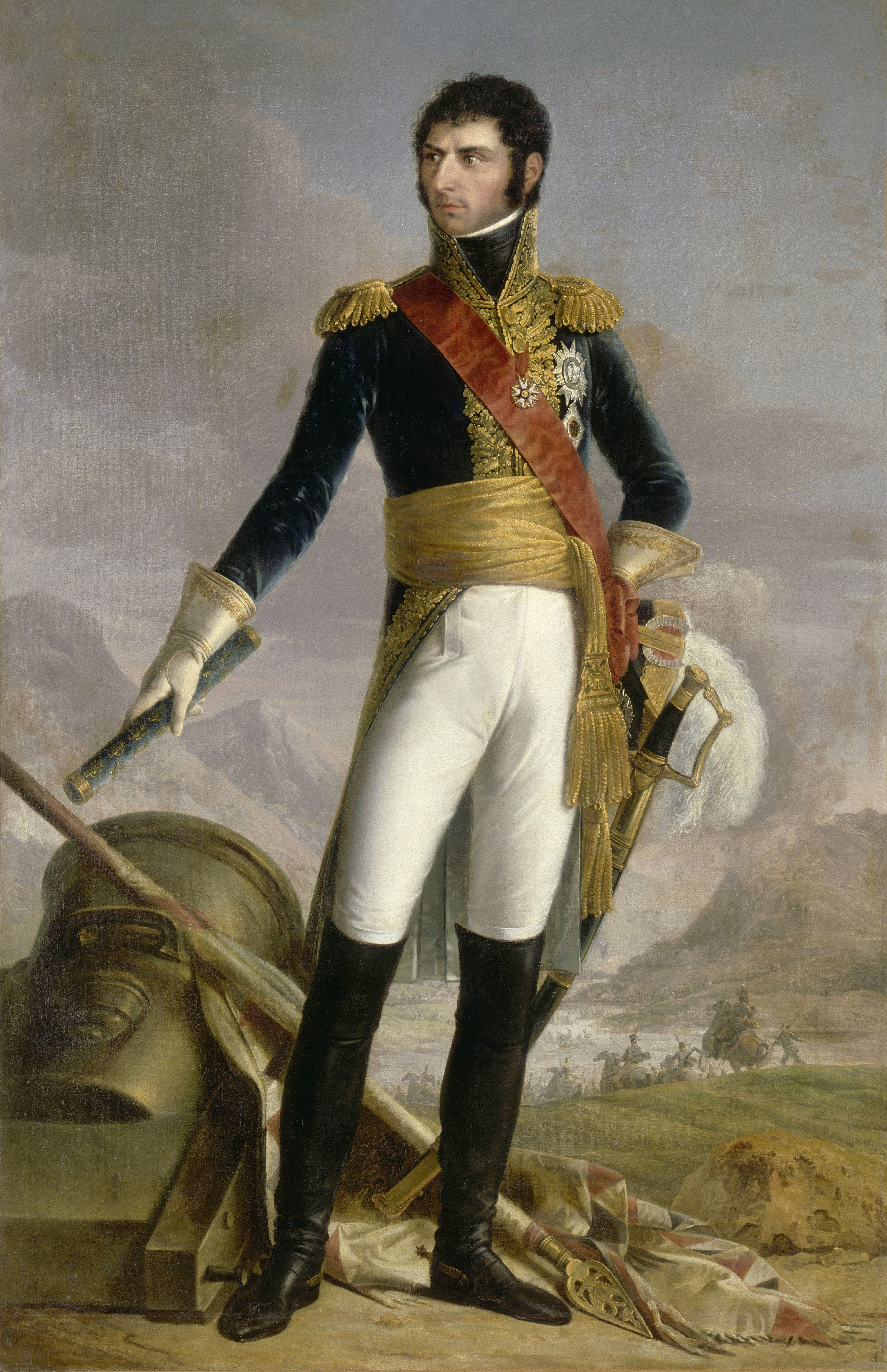
Brigadegeneraal Jean-Baptiste Bernadotte
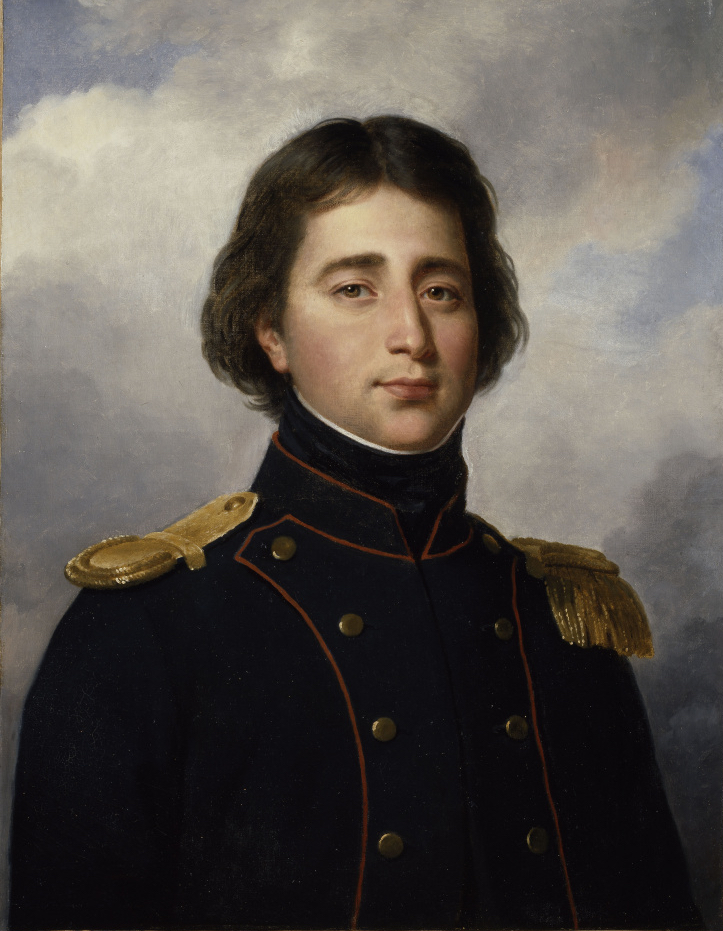
Jacques Alexandre Law de Lauriston

Nederlanden: Marquain · Rijsel (1792) · Jemappes · Namen (1792) · Maastricht (1793) · Breda · Aldenhoven (1793) · Neerwinden · Raimes · Famars · Aarlen · Valencijn · Duinkerke · Hondschote · Menen ·  Wattignies · Moeskroen · Tourcoing · Doornik · Erquelinnes · Gosselies · Ieper · Hooglede · Fleurus · Boxtel · Sprimont · Maastricht (1794) · 's-Hertogenbosch · Aldenhoven (1794) · Puiflijk · Nijmegen · Luxemburg · Den Helder · Camperduin

Rijnfront: Verdun · Thionville · Valmy · Mainz (1792) · Mainz (1793) · Vogezen/Tripstadt · Mainz (1795) · Amberg · Würzburg

Italiaans front: Genua · Hyères · Rovereto · Bassano · Montenotte · Dego · Lodi · Arcole · Rivoli

Overige fronten (Vendée, Spanje): Fontenay-le-Comte · Toulon · Cholet · Luçon · Truillas · Boulou · San Lorenzo · Santa Cruz · Kaap Sint-Vincent
West-Indië: Guadeloupe · Martinique
881: Plundering door Vikingen ·
1204: Luiks-Loons beleg ·
1267: Beleg door Hendrik van Gelre ·
1303: Beleg door Jan & Pieter van Bar ·
1334: Beleg door Adolf van der Mark ·
1407-08: Beleg door Luikenaren ·
1576: Spaanse Furie ·
1579: Beleg door Parma ·
1632: Beleg door Frederik-Hendrik ·
1634: Beleg door De Moncada ·
1638: Verraad van Maastricht ·
1673: Beleg door Lodewijk XIV ·
1676: Beleg door Willem III ·
1747: Slag bij Lafelt ·
1748: Beleg door Maurits van Saksen ·
1793: Beleg door De Miranda ·
1794: Beleg door Kléber ·
1814: Blokkade (6e Coalitieoorlog) ·
1830-33: Blokkade (Belgische Opstand) ·
1940: Bezetting (WO2) ·
1944: Bevrijding (WO2)